# Benjamin (Comiczeichner)

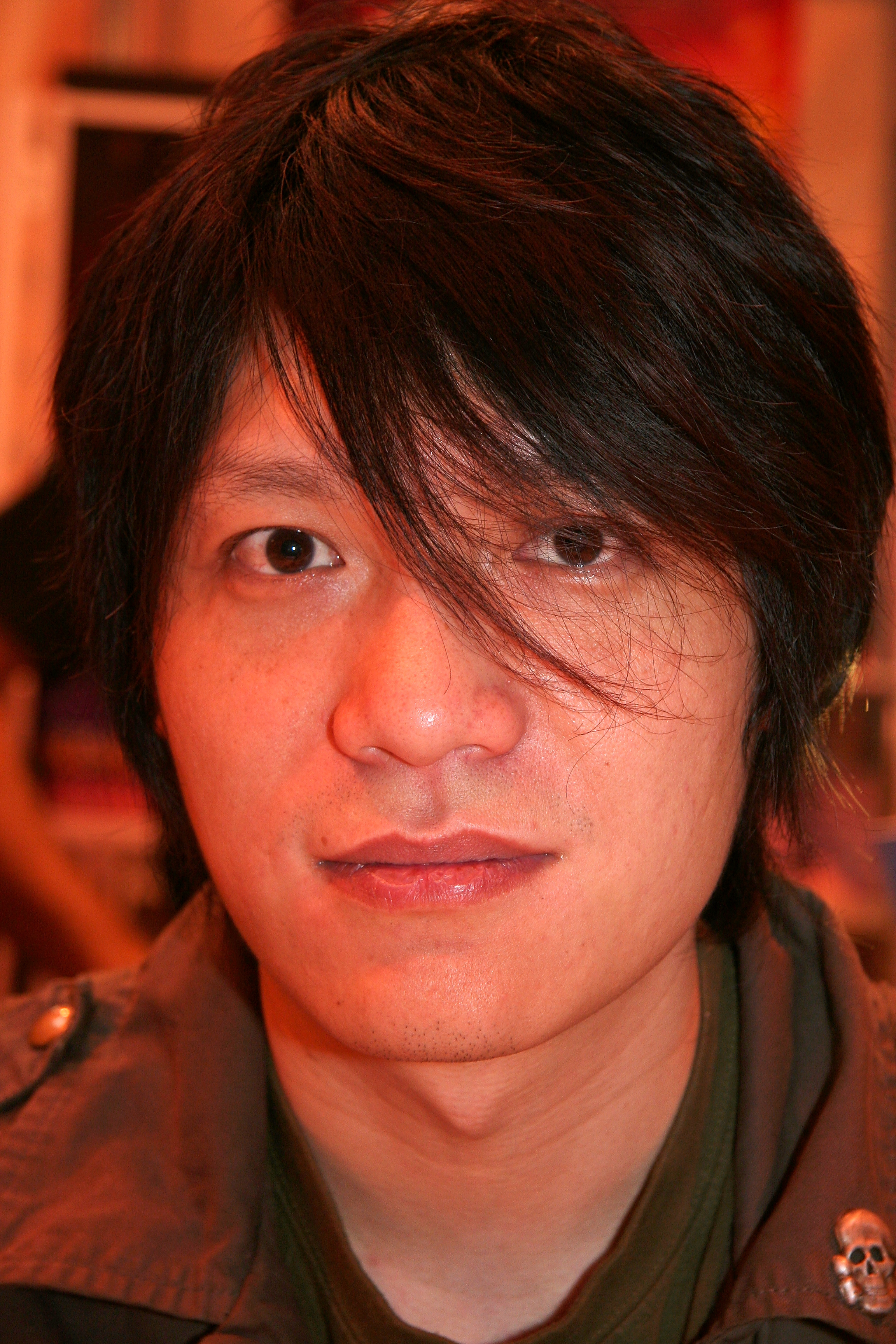
Benjamin (2008)

Benjamin (chinesisch 张彬, Pinyin Zhāng Bīn; * 16. Mai 1974 in der Provinz Heilongjiang, Volksrepublik China) ist ein chinesischer Comiczeichner. Er ist bekannt unter seinem Künstlernamen Benjamin (chinesisch 本杰明, Pinyin Běnjiémíng).

## Biografie
Benjamin wuchs als Sohn einer Lehrerin und eines Militäroffiziers in einem Dorf auf. Er besuchte eine Schule für Mode und Design, machte eine Ausbildung am Institut der Leichtindustrie in Dalian und ging 1996 nach Peking, um dort eine Karriere als Comiczeichner zu beginnen. Während er seine finanzielle Lage zunächst durch kleine Arbeiten festigte, konnte er 2000 schließlich mit Xiatian meiyou de hua in dem Comicmagazin Mànyǒu (漫友 – „Comicfan“) seinen ersten Manhua veröffentlichen. 2002 erschien mit Mǒu yitiān (某一天) sein erstes Buch. Im selben Jahr brachte er auch eine zweibändige Anleitung für die Computerkoloration heraus.
Nachdem Benjamin, der seine Arbeiten allesamt mit dem Computer koloriert, kurzzeitig in der Werbebranche als Grafiker tätig gewesen war, widmete er sich mit den Büchern Orange und Remember wieder ganz dem Comic. Hier kreiert er vorwiegend autobiografische Werke mit einem Bezug zur chinesischen Gesellschaft. Es folgten auch ein Roman und ein Artbook.
Seine Werke werden international vertrieben. In Frankreich sind bereits mehrere seiner Bücher erschienen, in Deutschland publizierte Tokyopop 2008 Remember.

## Werke
- Xiàtiān méiyǒu de huā (夏天没有的花 – „Unbekannte Blumen im Sommer“), 2000
- Mou yitian (某一天 – „Ein Tag“, auch: One Day), 2002
- Remember, 2004
- The Basement, 2005 (Roman)
- Orange (橘子,  júzi), 2006
- Flash, 2008 (Artbook)
- Savior, 2010; dt. 2011